# Johann Maria Farina

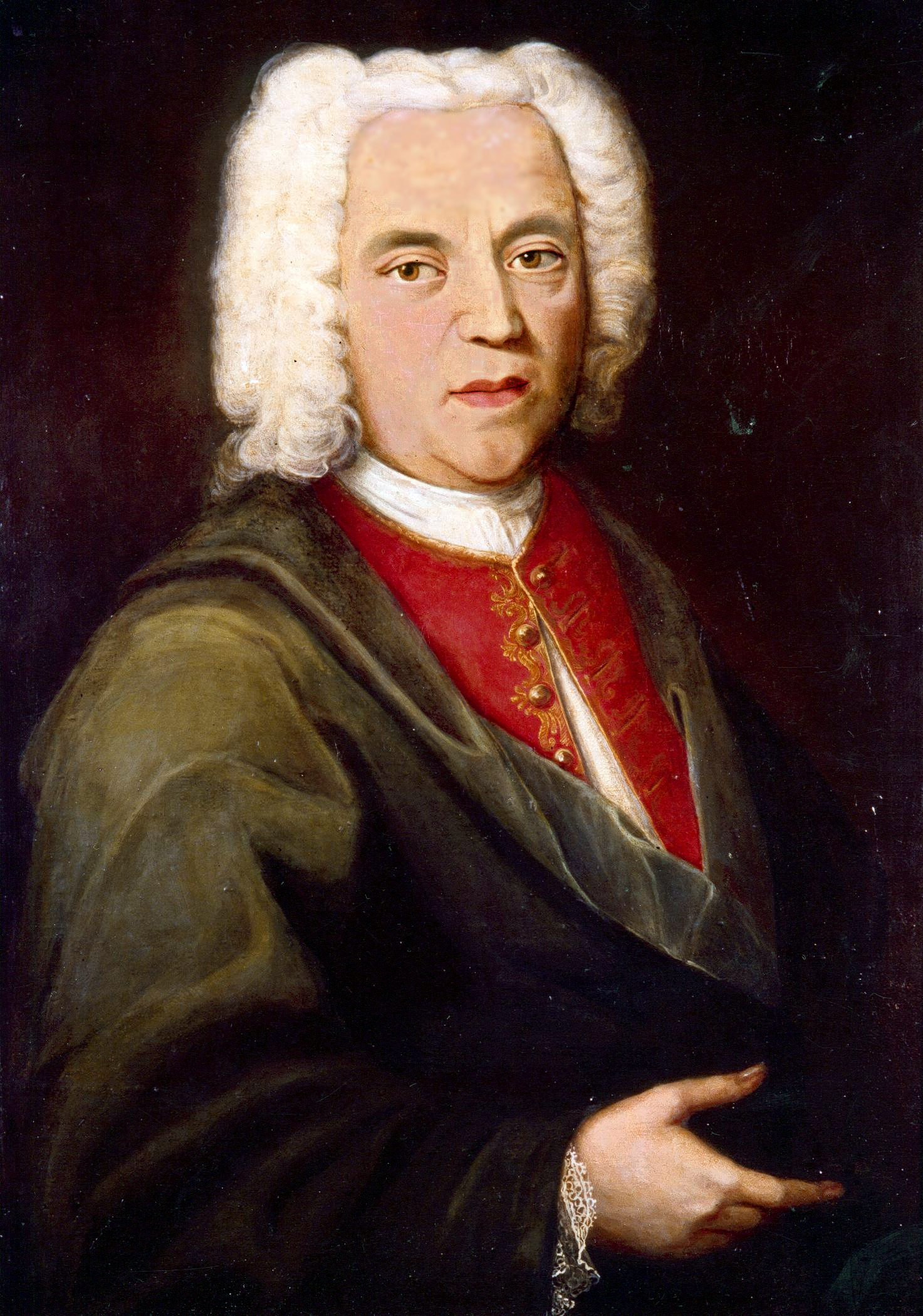
Johann Maria Farina (1685–1766)

Johann Maria Farina, italienisch Giovanni Maria Farina, laut lateinischer Geburtsurkunde Johannis Maria Farina (* 8. Dezember 1685 in Santa Maria Maggiore, das damals zum Herzogtum Mailand gehörte, Italien; † 25. November 1766 in Köln), war der Erfinder eines Aqua mirabilis (Duftwassers), das er Eau de Cologne nannte. Inzwischen ist aus Eau de Cologne der Name einer ganzen Duftklasse geworden.

## Biografie
Farina trat 1714 in das 1709 gegründete Handelsunternehmen seines Bruders Johann Baptist in Köln ein und war maßgeblich an der Entwicklung der Firma „Johann Maria Farina gegenüber dem Jülichs-Platz“ beteiligt. 1723 bezogen sie das Haus Obenmarspforten 23 „gegenüber dem Jülichs-Platz“. Johann Maria Farina nannte sein unübertroffenes Elixier zu Ehren seiner neuen Heimatstadt „Eau de Cologne“, zu deutsch Kölnisch Wasser. Sein Duft war der Duft der Höfe des 18. Jahrhunderts. Sagte man im 18. Jahrhundert Eau de Cologne, so meinte man den Duft von Farina. Nach der Französischen Revolution, Ende des 18. Jahrhunderts versuchten viele, den Duft und den Namen Eau de Cologne zu kopieren. Da es noch keinen Markenschutz gab, wurde aus Eau de Cologne der Name einer ganzen Duftklasse. Die Stadt ehrte ihren Bürger mit einer Statue am Ratsturm.

„Mein Duft ist wie ein italienischer Frühlingsmorgen nach dem Regen, Orangen, Pampelmusen, Citronen, Bergamotte, Cedrat, Limette und die Blüten und Kräuter meiner Heimat.“

Johann Maria Farina starb kinderlos. Sein Grab befindet sich auf dem Melaten-Friedhof in Köln. Eine Gedenktafel liegt auf der Grabstelle seines Großneffen Johann Baptist Farina (Hauptweg).

## Statue, Reliefs, Gedenktafeln

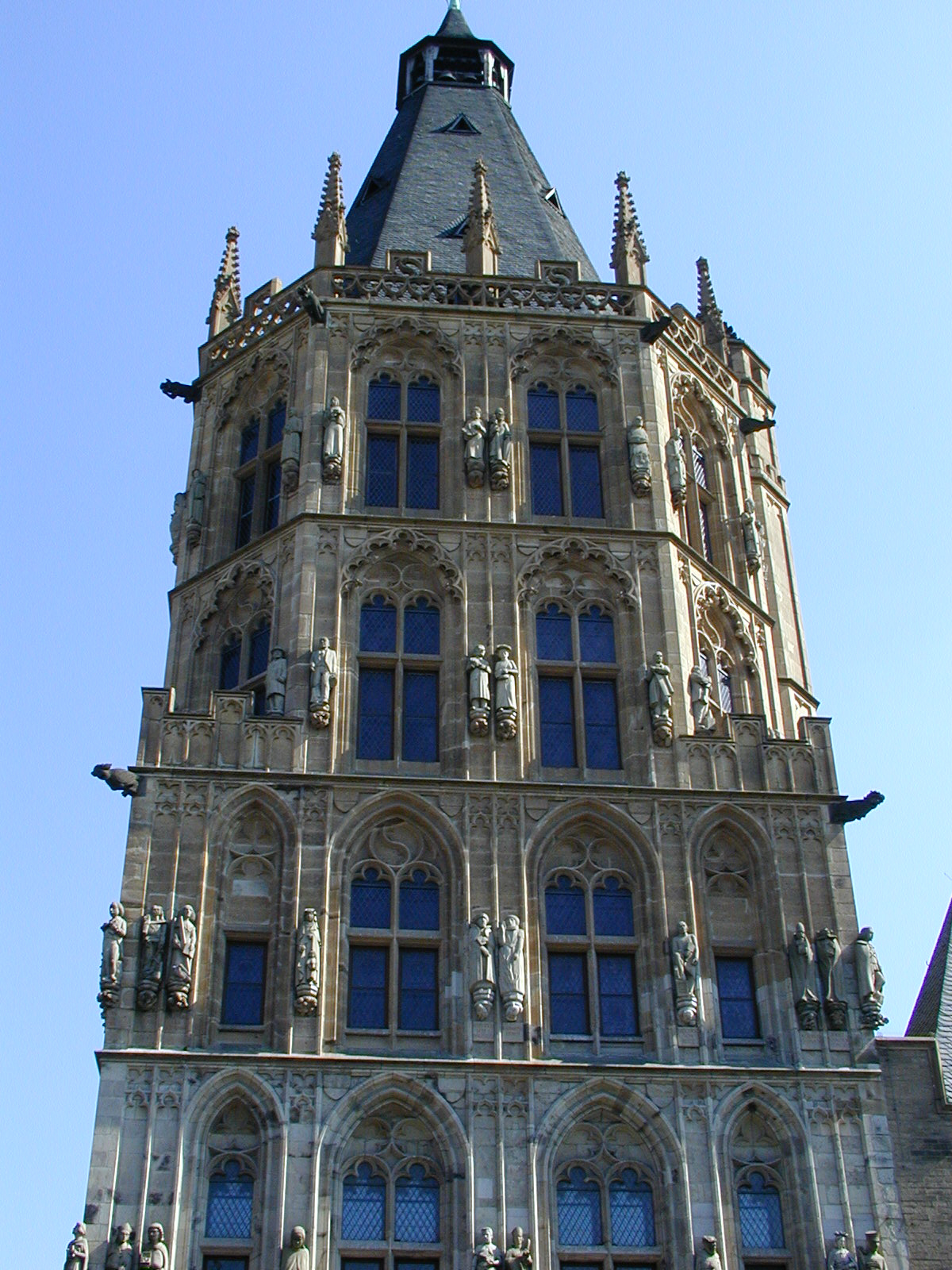
Ratsturm in Köln mit Statue von Johann Maria Farina, linke Seite, 2. Etage
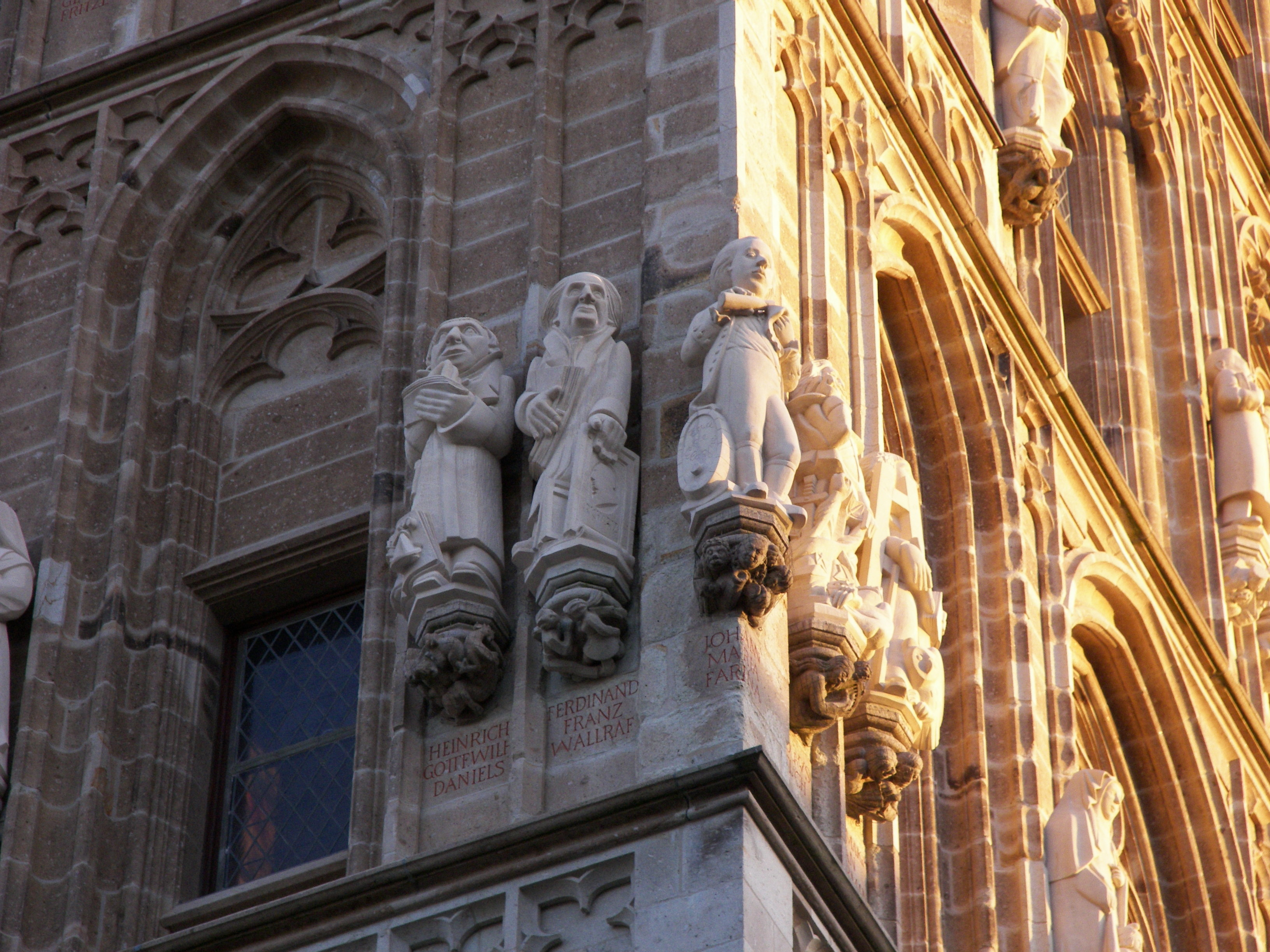
Eckstatue von Johann Maria Farina am Kölner Ratsturm
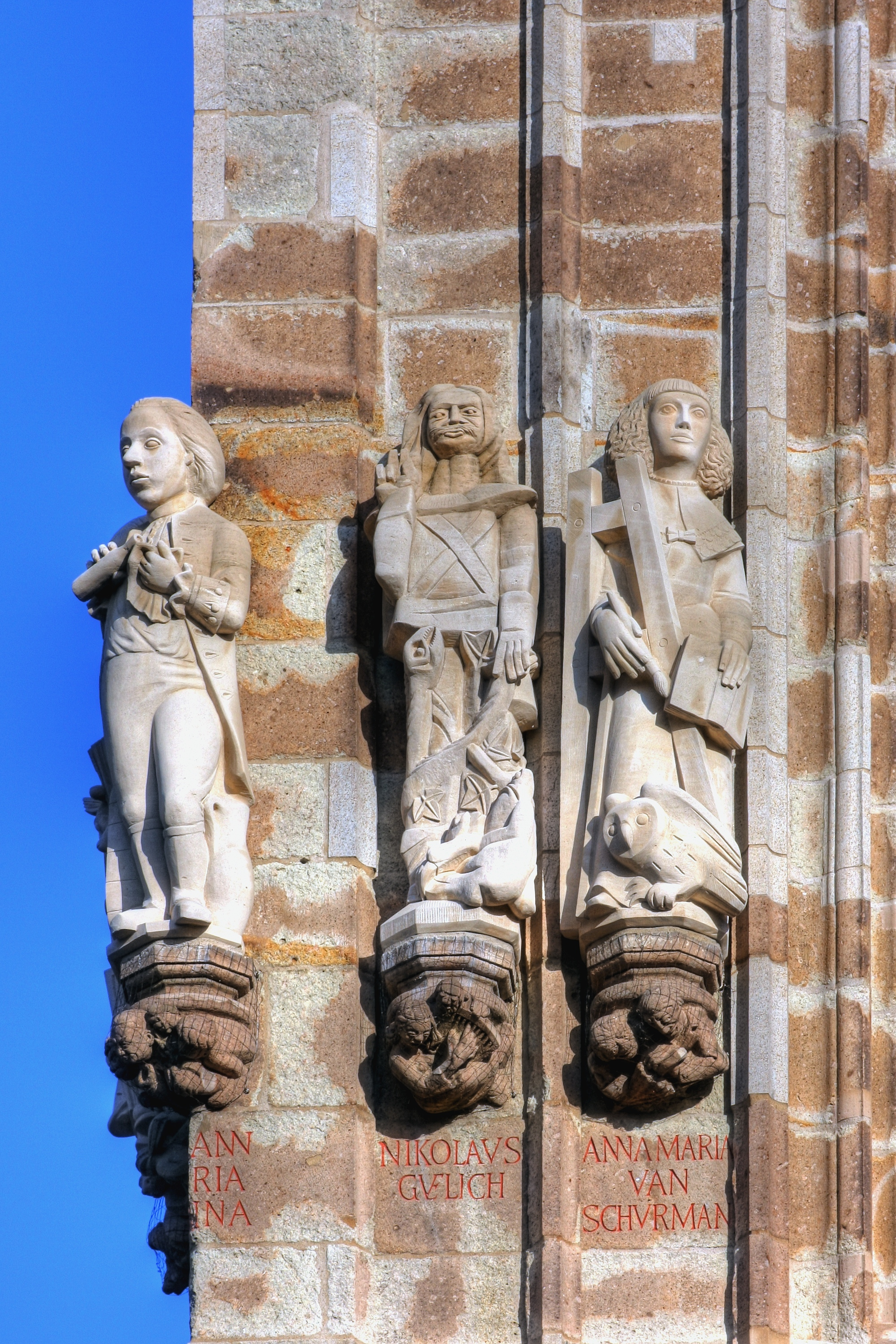
Steinfigur von Johann Maria Farina (Ratsturm)
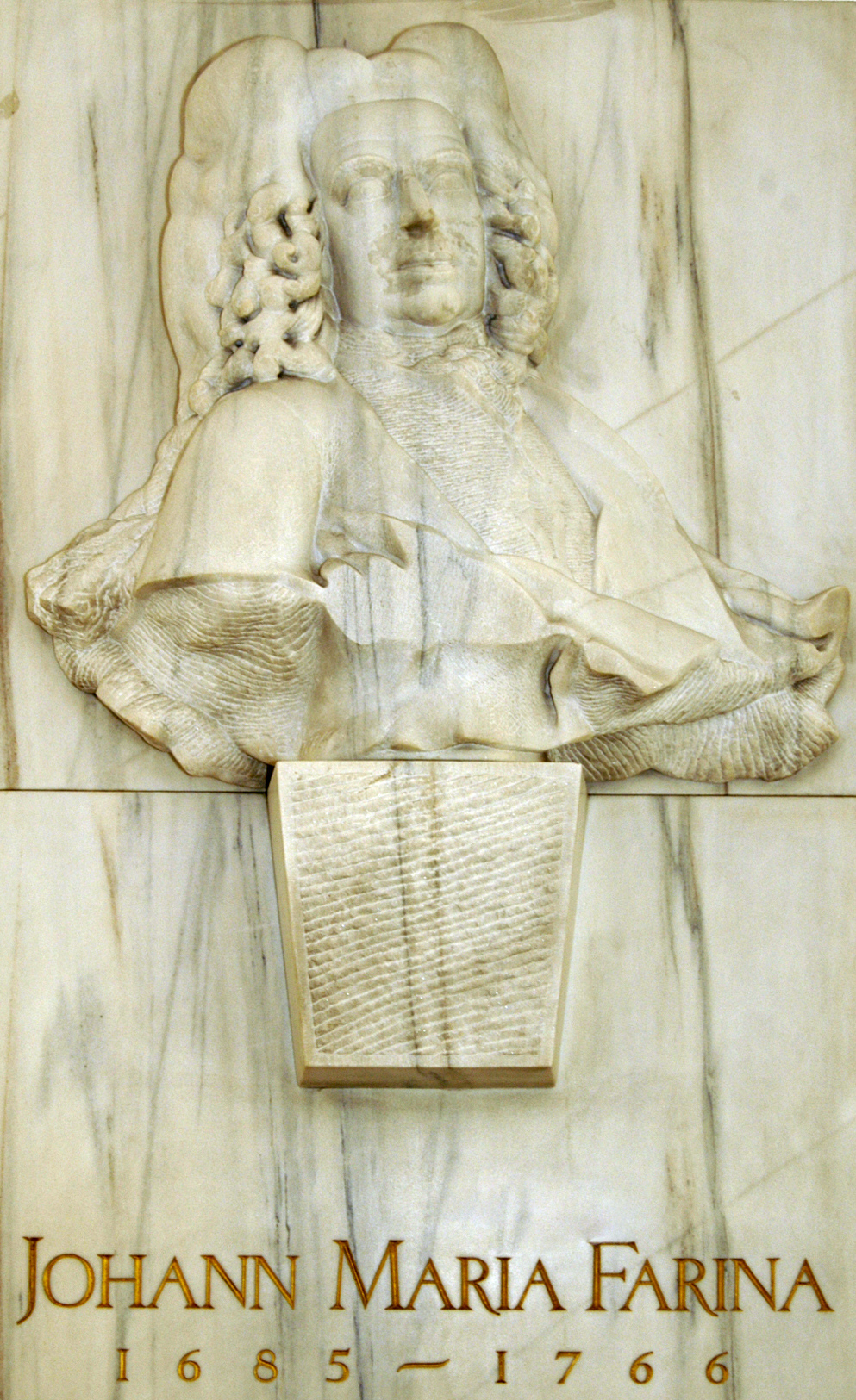
Marmorrelief von Farina am Farina-Haus (vom Kölner Bildhauer Wolfgang Reuter)
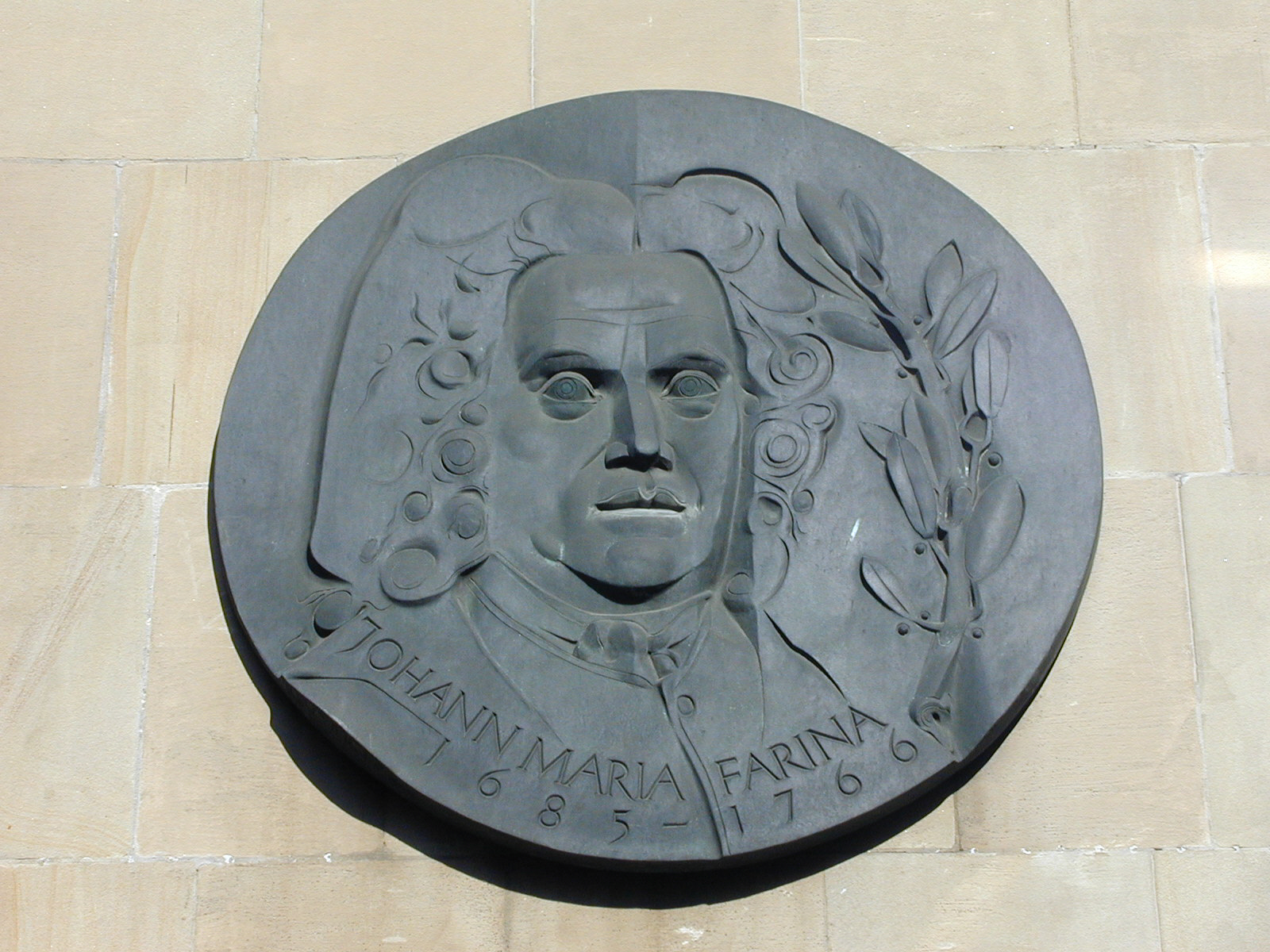
Bronzerelief von Johann Maria Farina (erstellt von Wolfgang Reuter)
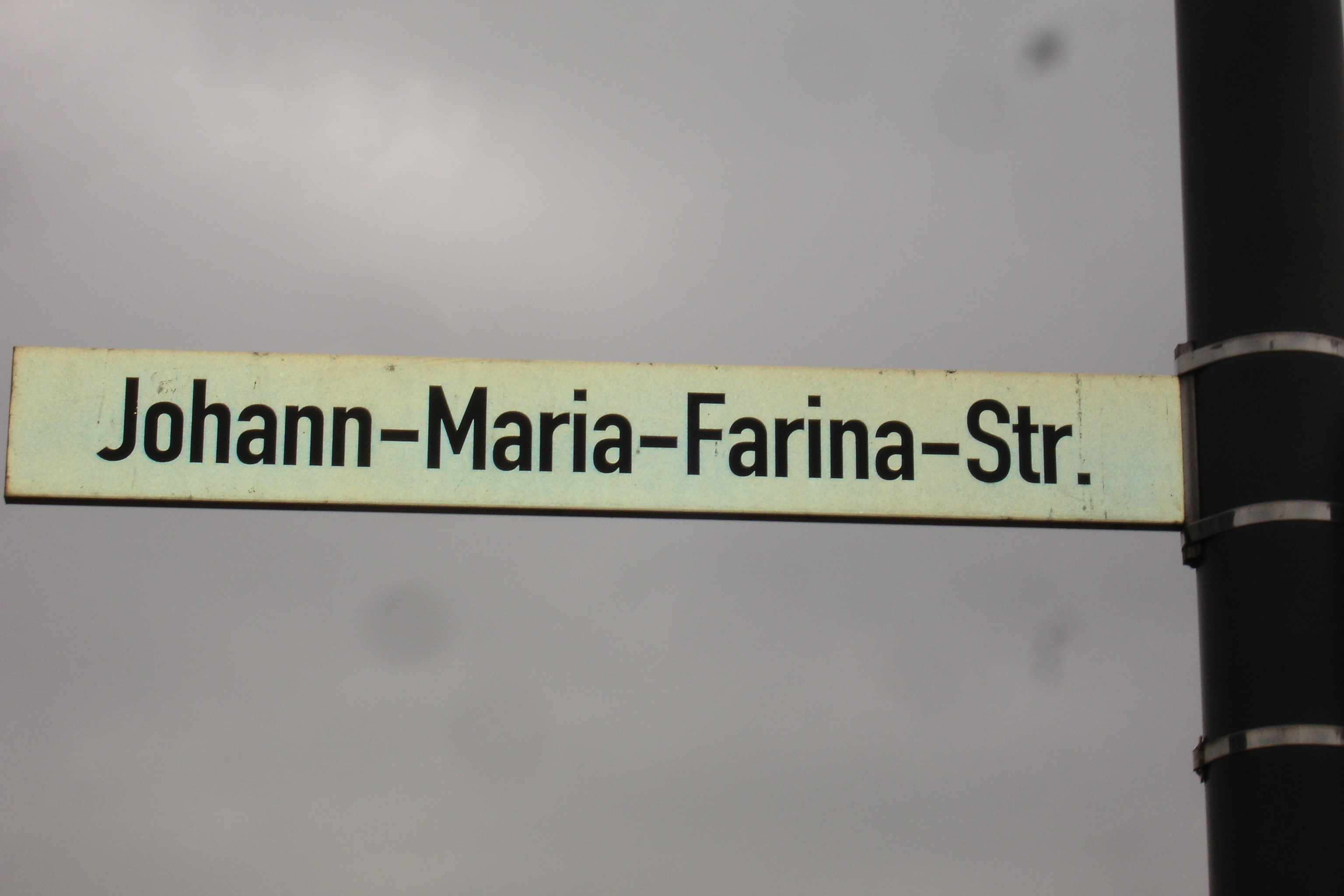
Johann-Maria-Farina-Straße in Köln
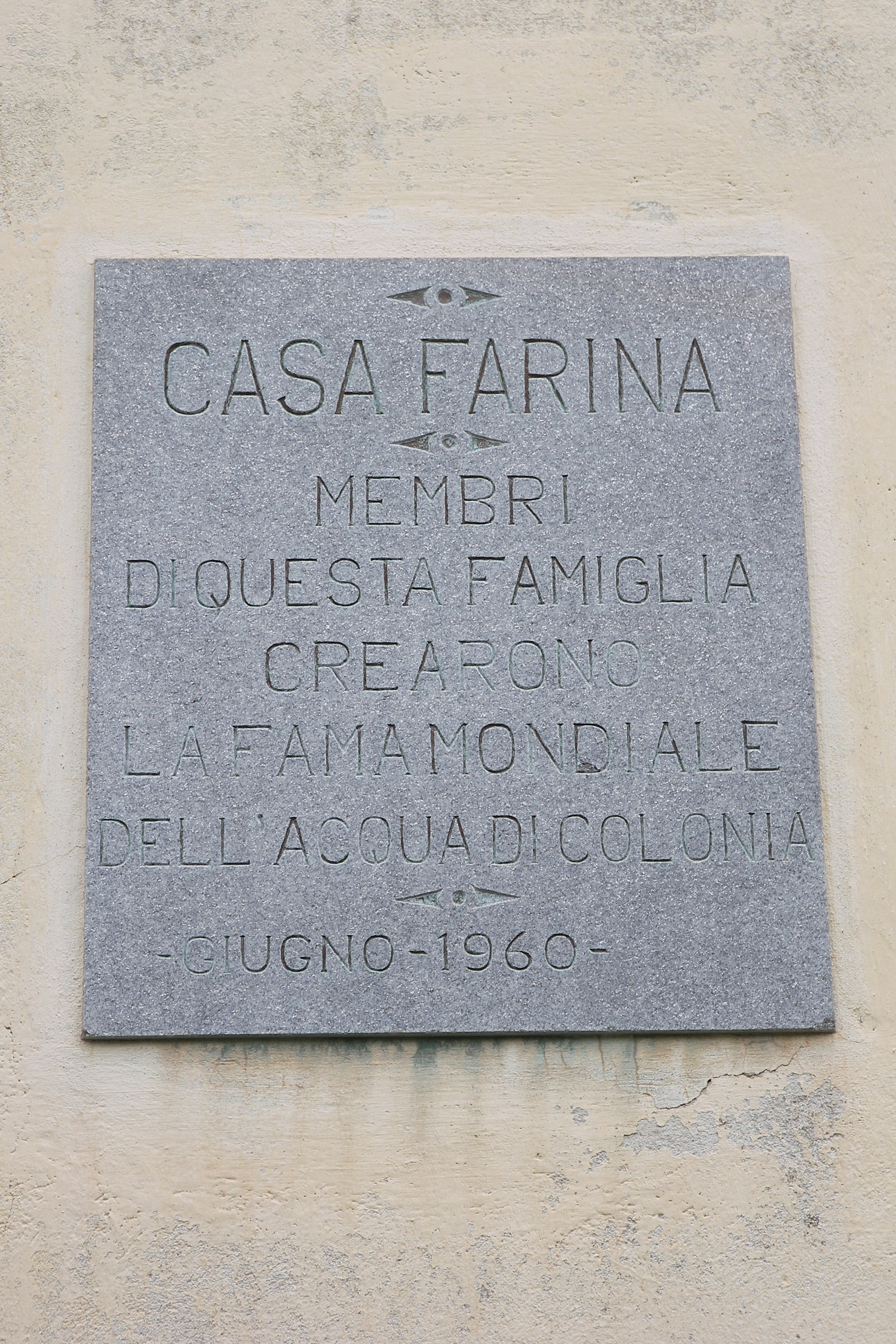
Casa Farina in Santa Maria Maggiore
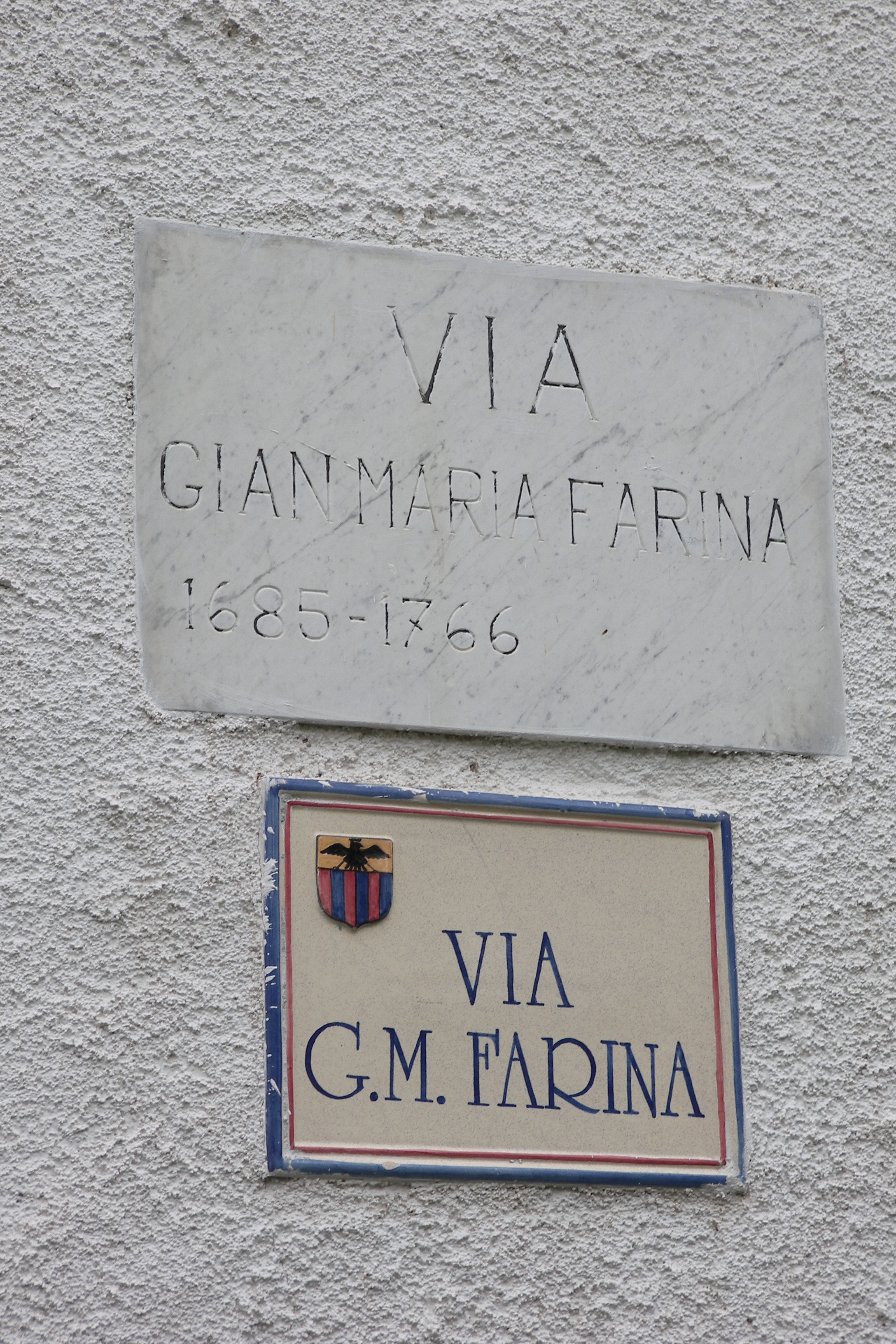
Via G.M.Farina in Santa Maria Maggiore
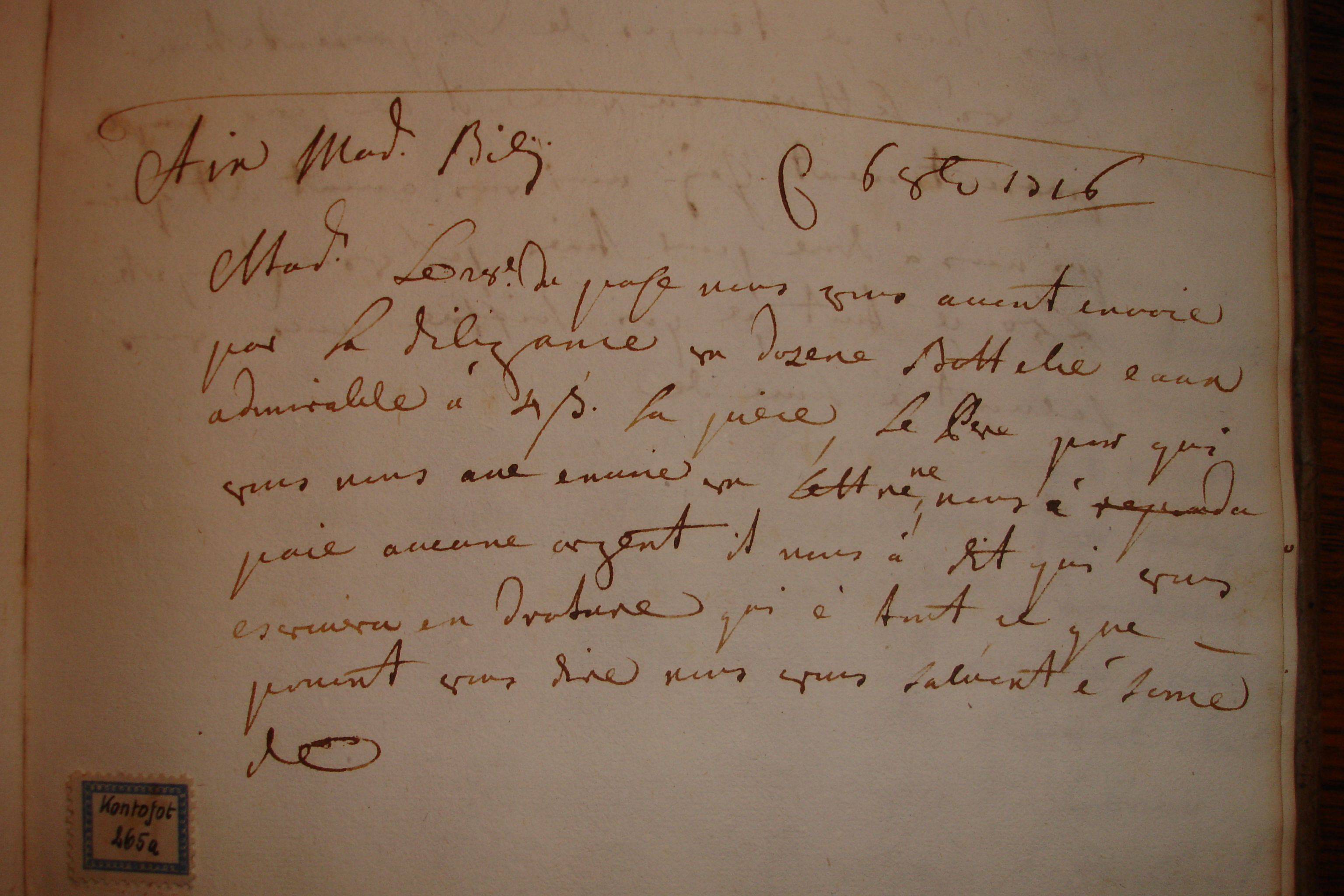
Brief zu einer Versendung des neuen Dufts aus dem Briefcopierbuch von 1716
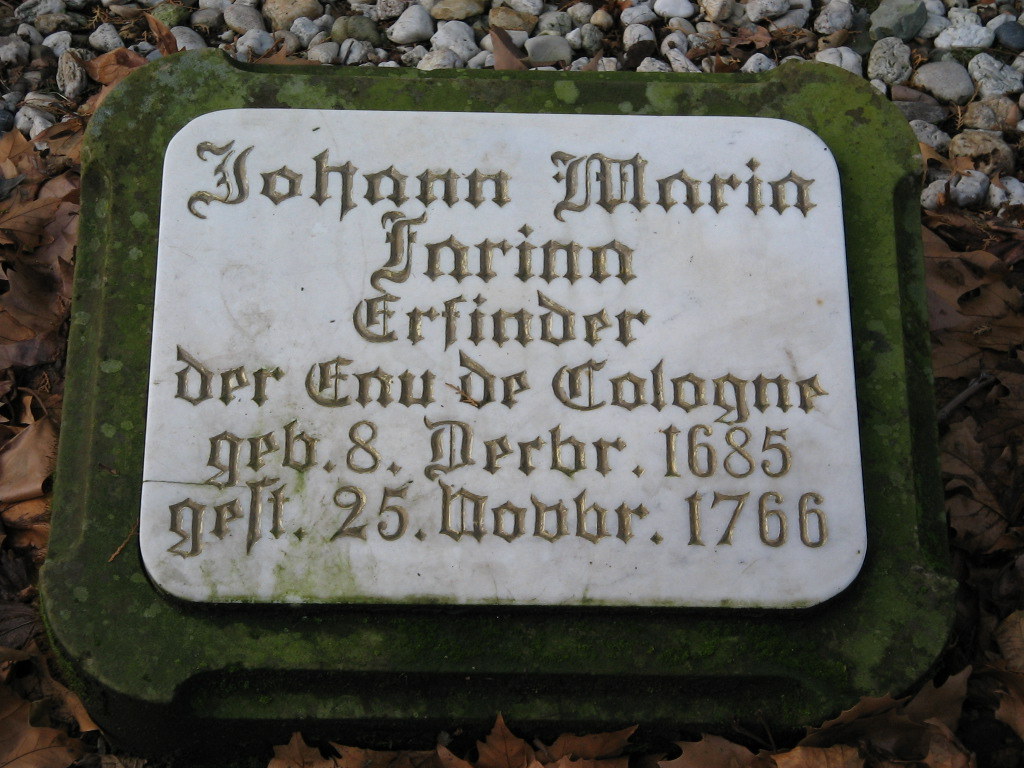
Grabstätte auf dem Melaten-Friedhof in Köln

## Film
- Das Parfum – Die wahre Geschichte. Dokumentarfilm und szenische Dokumentation, Deutschland, 2014, 52:50 Min., Buch und Regie: Ina Knobloch, Produktion: City Media TV, ZDF, arte, Erstsendung: 14. Juni 2014 bei arte, Inhaltsangabe von ARD.